# Partito Comunista di Germania

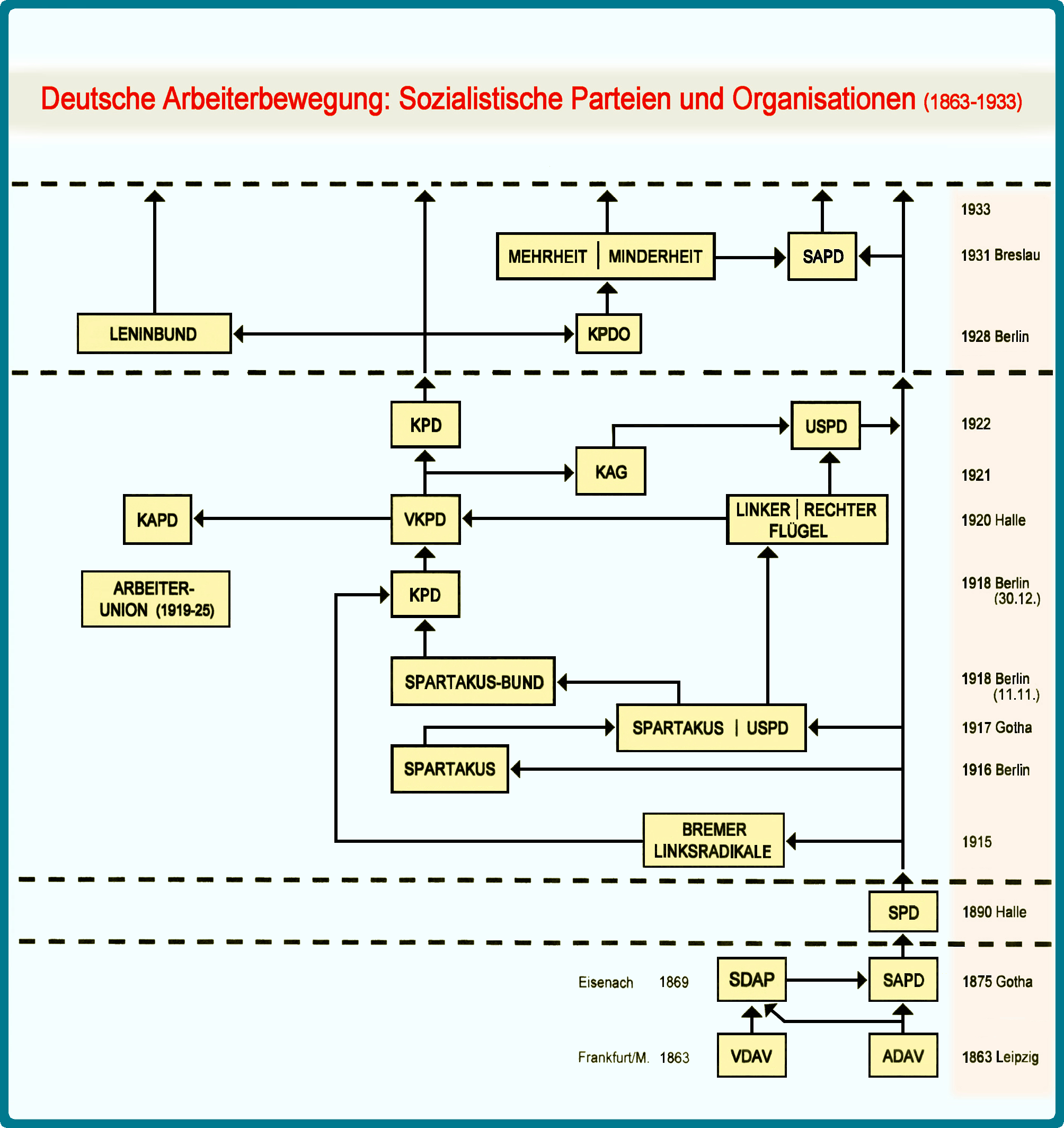
Relazioni e derivazioni nello sviluppo della sinistra tedesca. Nell'organigramma della foto sembra che sia KPD sia KAPD derivino entrambi dal VKPD e siano quindi due strutture emanate parallelamente dallo stesso partito. In realtà non fu così: dal momento che il nome del KPD fu per 2 anni VKPD, il KAPD risulta essere nato dalla scissione del KPD. In alto, Mehrheit significa maggioranza e Minderheit significa minoranza, Leninbund è una frazione di seguaci di Zinoviev e di Lev Trotsky; KPOD è il nome assunto dal KPD nel 1927/28 e SAPD è il Partito Socialista Tedesco dei Lavoratori; scendendo verso il basso il KPD è il partito comunista tedesco, il KAG è il Collettivo comunista di lavoro; più sotto linker rechter Flügel, cioè alla sinistra e destra dell'USPD, da cui a sinistra fuoriesce il VKPD che altro non è che il KPD.

Il Partito Comunista di Germania (in tedesco Kommunistische Partei Deutschlands, KPD) è stato un partito politico tedesco dal 1918 al 1956 e fu un partito di minoranza nella Germania Ovest del periodo post-bellico, fino alla sua messa al bando.

## Storia
Fondato alla fine della prima guerra mondiale da socialisti che si opponevano alla guerra e condotto da Rosa Luxemburg e Karl Liebknecht, il partito, dopo la morte della fondatrice, si avvicinò al leninismo, e nel 1920 da una scissione di sinistra nacque il KAPD. Durante il periodo della Repubblica di Weimar, il KPD crebbe di importanza e passò dal 10% al 16,9% dei voti (5.980.614 riportati nelle elezioni del 6 novembre 1932) potendo così ottenere un gran numero di seggi (100) al Reichstag, e nei parlamenti dei vari Länder.
Bandito e perseguitato dal regime nazista di Adolf Hitler, che assassinò in carcere il suo segretario generale Ernst Thälmann, il KPD mantenne un'organizzazione clandestina e dovette subire pesanti perdite. Il partito rinacque nella Germania post-bellica e conquistò pochi seggi (15) col 5,7% dei suffragi alla prima elezione al Bundestag del 1949; i suoi sostenitori comunque subirono un grande calo a causa dell'instaurazione di uno Stato socialista nella Zona di occupazione sovietica in Germania. Un altro fatto che lasciò margini molto stretti alla diffusione del comunismo nella Germania occidentale fu l'esperienza di milioni di soldati tedeschi che durante la campagna di Russia avevano constatato le condizioni di vita del popolo sovietico. Nelle elezioni federali del 14 agosto 1949 il KPD ottenne il 5,7% dei suffragi con 1.361.706 voti e 15 deputati al Bundestag.
Nelle successive elezioni federali del 6 settembre 1953 il KPD. ottenne il 2,2% dei suffragi con 611.317 voti. Tra le cause della débacle del KPD tra le due elezioni (perdita di 750.389 voti e della rappresentanza parlamentare) non furono estranei i Moti operai del 1953 nella Germania Est contro il regime filosovietico nel giugno-luglio 1953 ed il relativo soffocamento con energia dell'insurrezione da parte delle truppe sovietiche (arresti in massa, corte marziale, fucilazioni e fughe nella Germania occidentale). Il partito fu bandito nella Germania Ovest nel 1956 (il KPD venne sciolto dalla Corte costituzionale federale tedesca di Karlsruhe il 17 agosto 1956 in applicazione dell'articolo 21, 2º comma, della Legge Fondamentale della Repubblica Federale Tedesca). Il ricorso contro la decisione della Corte costituzionale, noto come Partito Comunista di Germania contro la Repubblica Federale di Germania, venne sanzionato dalla Commissione Europea dei Diritti dell'Uomo, che confermò la messa al bando del partito, in quanto i suoi obiettivi non erano compatibili con la Convenzione europea per la salvaguardia dei diritti dell'uomo e delle libertà fondamentali.
Nel 1968 fu fondato un nuovo partito comunista con un nome diverso, il Partito Comunista Tedesco (DKP).

## Organizzazione
Nei primi anni del 1920 il partito operava in base al principio del centralismo democratico. Proprio per questo almeno una volta all'anno avevano luogo congressi e meeting.

## Risultati delle elezioni statali in percentuale
| Anno | BD  | BW  | BY  | HB   | HH   | HE   | NI  | NW   | RP  | SL  | SH  | WB   | WH  |
| ---- | --- | --- | --- | ---- | ---- | ---- | --- | ---- | --- | --- | --- | ---- | --- |
| 1946 |     | –   | 6,1 | 11,5 | 10,4 | 10,7 |     |      |     |     |     | 10,3 |     |
| 1947 | 7,4 | –   |     | 8,8  |      |      | 5,6 | 14,0 | 8,7 | 8,4 | 4,9 |      | 7,3 |
| 1948 |     | –   |     |      |      |      |     |      |     |     |     |      |     |
| 1949 |     | –   |     |      | 7,4  |      |     |      |     |     |     |      |     |
| 1950 |     | –   | 1,9 |      |      | 4,7  |     | 5,5  |     |     | 2,2 | 4,9  |     |
| 1951 |     | –   |     | 6,4  |      |      | 1,8 |      | 4,3 |     |     |      |     |
| 1952 | –   | 4,4 |     |      |      |      |     |      |     | 9,5 |     | –    | –   |
| 1953 | –   |     |     |      | 3,2  |      |     |      |     |     |     | –    | –   |
| 1954 | –   |     | 2,1 |      |      | 3,4  |     | 3,8  |     |     | 2,1 | –    | –   |
| 1955 | –   |     |     | 5,0  |      |      | 1,3 |      | 3,2 | 6,6 |     | –    | –   |
| 1956 | –   | 3,2 |     |      |      |      |     |      |     |     |     | –    | –   |

|  | Entrata nel parlamento dello stato                                                   |
|  | Il più alto profitto nelle singole province, ad esclusione dell'ingresso nel Landtag |

## Leader del partito
- Karl Liebknecht e Rosa Luxemburg (1919)
- Leo Jogiches (1919)
- Paul Levi (1919 - 1921)
- Paul Levi e Ernst Däumig (1921)
- Heinrich Brandler e Walter Stoecker (1921 - 1922)
- Ernst Meyer (1922)
- Heinrich Brandler (1922 - 1924)
- Hermann Remmele (1924)
- Arkadij Maslow e Ruth Fischer (1924)
- Ernst Thälmann (1925 - 1933)
- John Schehr (1933 - 1934)
- Wilhelm Pieck (1934 - 1946)
- Max Reimann (1946 - 1956)